# Provinz Iburi

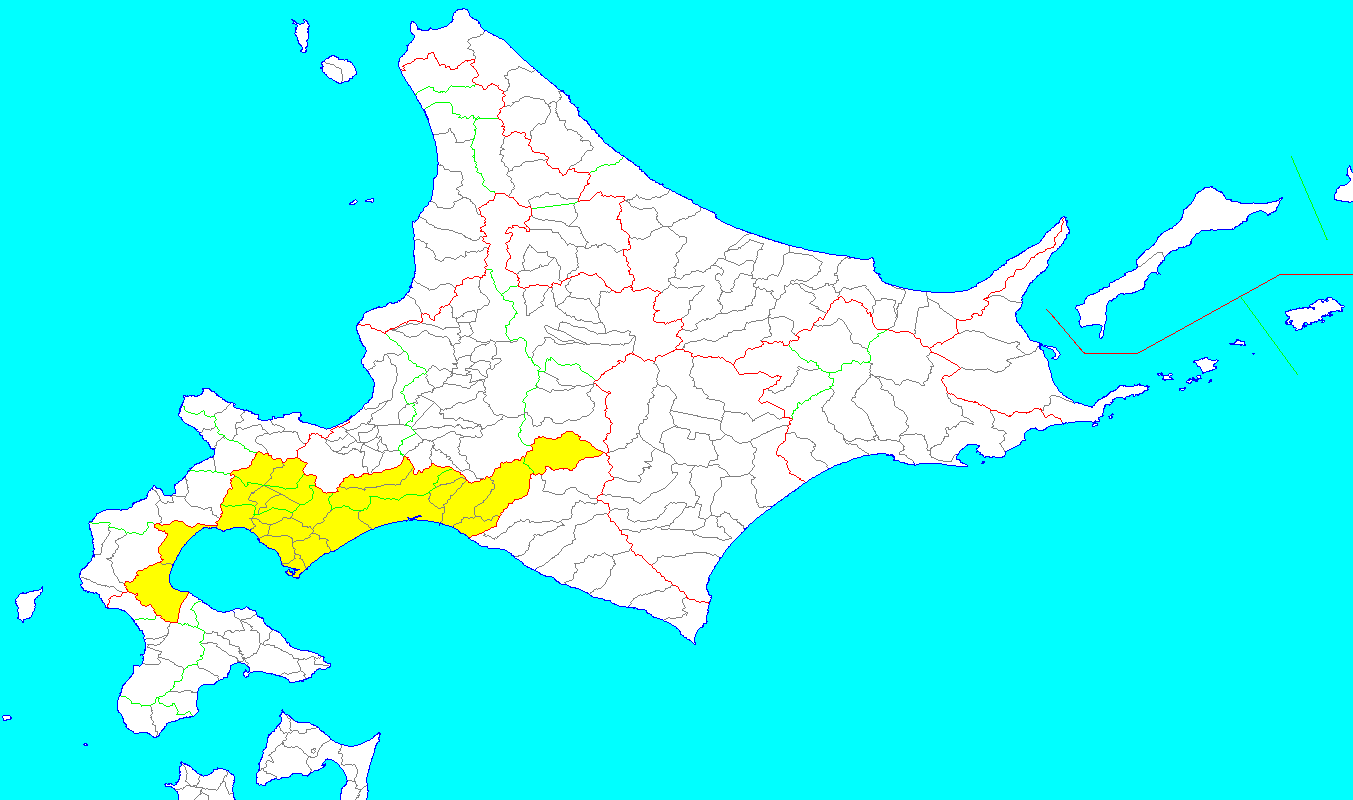
Provinz Iburi

Iburi (jap. 胆振国, Iburi no kuni) war eine kurzlebige Provinz Japans auf der Insel Hokkaidō. Ihr Gebiet entspricht der heutigen Unterpräfektur Iburi, des Yamakoshi-gun in der Unterpräfektur Oshima, des Abuta-gun in der Unterpräfektur Shiribeshi, der Städte Chitose und Eniwa in der Unterpräfektur Ishikari sowie des Dorfes Shimukappu in der Unterpräfektur Kamikawa.

## Geschichte
Am 15. August 1869 wurde die acht Landkreise (郡, gun) umfassende Provinz Iburi gegründet, zusammen mit den anderen Provinzen Hokkaidōs. Die Volkszählung von 1872 ergab 6.251 Einwohner (Japaner, ohne die einheimischen Ainu). Im Jahr 1882 schaffte die Zentralregierung die Provinzen in Hokkaidō ab.

## Landkreise
Die Provinz Iburi umfasste folgende Landkreise (gun):
- Abuta-gun (虻田郡)
- Chitose-gun (千歳郡) aufgelöst am 11. November 1970, als Eniwa zur eigenständigen Stadtgemeinde wurde.
- Muroran-gun (室蘭郡) aufgelöst 1. Februar 1918, als 4 Städte und Dörfer sich zur Stadt Muroran-ku vereinigten.
- Shiraoi-gun (白老郡)
- Usu-gun (有珠郡)
- Yamakoshi-gun (山越郡)
- Yoribetsu-gun (幌別郡) aufgelöst 1. August 1970 als Noboribetsu als Stadtgemeinde gegründet wurde.
- Yūfutsu-gun (勇払郡)